# Lock-Sport-Krock
Lock-Sport-Krock är Millencolin-sångaren och basisten Nikola Sarcevic' debutalbum som soloartist, utgivet 29 mars 2004.

## Låtlista
Där inte annat anges är låtarna skrivna av Nikola Sarcevic.
1. "Lovetrap" - 3:15
2. "Viola" - 3:21
3. "Nobody Without You" - 3:33
4. "Lock-Sport-Krock" - 3:05
5. "Glue Girl" - 2:55
6. "You Make My World Go Around" - 2:17
7. "New Fool" - 3:18
8. "Goodbye I Die" - 3:40
9. "Mirror Man" - 2:34
10. "My Aim Is You" - 3:16
11. "Vila Rada" - 3:22 (Nikola Sarcevic, Branko Sarcevic)

## Singlar
Från skivan släpptes låten "Lovetrap" som singel den 29 mars 2004. B-sidan "Just Me" var tidigare outgiven.
1. "Lovetrap"
2. "Just Me"

## Personal
- Thomas Falk - trummor
- Andreas Hartman - munspel
- Jonas Lindén - munspel
- Lisa Lindén - handklapp
- Fia Lindgren - bakgrundssång
- Fredrik Sandsten - trummor
- Branko Sarcevic - gitarr
- Nikola Sarcevic - sång, gitarr
- Mieszko Talarczyk - trumma
- Henke Wind - gitarr, bas, piano, orgel, slagverk, bakgrundssång

## Mottagande
Skivan snittar på 3,0/5 på Kritiker.se, baserat på fyra recensioner. Dagens skiva gav betyget 5/10 och tyckte att en EP hade räckt. Expressen gav betyget 2/5, Svenska Dagbladet 4/6 och Metica 6/10.

### Fotnoter
1. ↑  ”Lock-Sport-Knock”. Discogs.com. http://www.discogs.com/Nikola-Sarcevic-Lock-Sport-Krock/release/651881. Läst 14 april 2012.
2. ↑  ”Lovetrap”. Burning Heart Records. http://www.burningheart.com/bands/index.php?id=207. Läst 25 april 2012.
3. ↑  ”Lock-Sport-Knock”. Kritiker.se. https://kritiker.se/skivor/nikola-sarcevic/locksportkrock/. Läst 14 april 2012.